# Katarina Tomaschewsky
Katarina Tomaschewsky (* 1949), teilweise auch Katharina Thomaschewsky oder Katarina Tomaschewski, ist eine deutsche Schauspielerin und Synchronsprecherin.

## Leben
Katarina Tomaschewsky arbeitet hauptsächlich auf der Bühne, war und ist aber auch in Film- und Fernsehproduktionen zu sehen. Sie ist die Tochter des Schauspielerehepaares Joachim Tomaschewsky und Gisela Morgen.
Sie besuchte die Hochschule für Schauspielkunst „Ernst Busch“ Berlin und spricht Englisch und Französisch. Heute wohnt sie in Potsdam.
Ab 1972 spielte Katarina Tomaschewsky im Hans Otto Theater in Potsdam. Nach der Wende wechselte sie an die Tribüne (Berlin) und schließlich ans Renaissance-Theater in Berlin.
In der DDR spielte sie in den Filmen Der Baulöwe und Die Verlobte (beide 1980) und war an der Seite ihrer Eltern im Film Die Heiratsannonce (1985) zu sehen. Sie trat auch in der Serie Polizeiruf 110 auf. Nach der Wende konnte man sie auch in der Arztserie Für alle Fälle Stefanie sehen.
Eine Fernsehrolle hatte sie auch in dem Doku-Drama Die Kinder der Flucht – Unter Wölfen. Sie ist Synchron- und Hörfunksprecherin und synchronisierte unter anderem Kim Cattrall und Andy Chapman.

## Filmografie
- 1973: Der Staatsanwalt hat das Wort: Die Kraftprobe (TV-Reihe)
- 1974: Der Staatsanwalt hat das Wort: Das Gartenfest (TV-Reihe)
- 1974: Der Staatsanwalt hat das Wort: Schwester Martina (TV-Reihe)
- 1975: Suse, liebe Suse
- 1976: Die Lindstedts, Folge: Die Macht der Gewohnheit (TV-Serie)
- 1977: Trampen nach Norden
- 1978: Polizeiruf 110: Doppeltes Spiel (TV-Reihe)
- 1978: Bluthochzeit (Studioaufzeichnung)
- 1979: Polizeiruf 110: Barry schwieg (TV-Reihe)
- 1979: Der Staatsanwalt hat das Wort: Geschenkt ist geschenkt (TV-Reihe)
- 1979: Der Staatsanwalt hat das Wort: Ein reizender Abend (TV-Reihe)
- 1979: Zugvogel am Sund (TV)
- 1980: Johann Sebastian Bachs vergebliche Reise in den Ruhm (TV)
- 1980: Der Baulöwe
- 1980: Die Verlobte
- 1981: Hochhausgeschichten, Folge: Alberts Abschied (TV-Serie)
- 1982: Der Lumpenmann (TV)
- 1983: Langer Abschied (TV)
- 1983: Der Staatsanwalt hat das Wort: Zur Kasse bitte (TV-Reihe)
- 1984: Schauspielereien, Folge: Für Sie tun wir alles (TV-Serie)
- 1984: Familie intakt, Folge: Alle für Eine (TV-Serie)
- 1984: Candida (TV)
- 1985: 1913 (TV)
- 1985: Die Weihnachtsgans Auguste (TV, Sprechrolle)
- 1985: Die Leute von Züderow, Folge: Sein ganz großes Ding (TV-Serie)
- 1985: Variete (TV)
- 1986: Leute sind auch Menschen (TV)
- 1986: Aus dem bürgerlichen Heldenleben: 1913 (TV)
- 1986: Schauspielereien, Folge: Zimmer 418 (TV-Serie)
- 1987: Die Wildschweinjagd (TV)
- 1987: Polizeiruf 110: Die letzte Kundin (TV-Reihe)
- 1988: Der Staatsanwalt hat das Wort: Zerschlagene Liebe (TV-Reihe)
- 1988: Eine Magdeburger Geschichte (TV)
- 1988: Zillejören (TV)
- 1988: Schwein gehabt
- 1989: Der Drache Daniel
- 1989: Blümchen gießen (TV)
- 1990: Polizeiruf 110: Ball der einsamen Herzen (TV-Reihe)
- 1991: Drei Damen vom Grill (TV-Serie)
- 1991: Feuerwache 09 (TV-Serie)
- 1991: Die Sprache der Vögel (TV)
- 1999: Der Landarzt, Folge: Siebenundzwanzig Stunden am Tag (TV-Serie)
- 2003: Wolffs Revier, Folge: Die Mumie (TV-Serie)
- 2003: Abschnitt 40, Folge: Wiederholungstäter (TV-Serie)
- 2004: SOKO Wismar, Folge: Geisterschiff (TV-Serie)
- 2005: Die letzte Schlacht (TV)
- 2006: Beutolomäus und der geheime Weihnachtswunsch (TV)
- 2006: Die Kinder der Flucht (TV-Serie)
- 2008: Die Anstalt – Zurück ins Leben, Folge: Felix – Der Glückliche (TV-Serie)
- 2012: SOKO Wismar, Folge: Zuckerbrot (TV-Serie)

## Theater
- 1972: Bertolt Brecht: Herr Puntila und sein Knecht Matti (Eva) – Regie: Rudolf Penka (Staatliche Schauspielschule Berlin im Berliner Arbeiter-Theater)
- 1976: William Shakespeare: Ein Sommernachtstraum – Regie: Günter Rüger (Hans Otto Theater Potsdam)
- 1976: Federico García Lorca: Bluthochzeit – Regie: Rolf Winkelgrund (Hans Otto Theater – Theater in der Zimmerstraße, Potsdam)
- 1983: Claus Hammel: Die Preußen kommen – Regie: Eckhard Becker (Hans Otto Theater Potsdam)
- 1983: Johann Wolfgang von Goethe: Die Laune des Verliebten – Regie: Bernd Weißig (Hans Otto Theater – Schloßtheater im Neuen Palais, Potsdam)
- 1986: Pierre Carlet de Marivaux: Der Streit – Regie: Gert Jurgons (Hans Otto Theater – Schloßtheater im Neuen Palais, Potsdam)
- 1986: Hans Lucke: Der doppelte Otto (Leni de la Motte) – Regie: Horst Drinda (Deutsches Theater Berlin – Kammerspiele)
- 1986: Franz Fühmann: Das Spiel vom Kasper, der Königin Tausendschön und dr noch tausendmal schöneren Prinzessin Schneewittchen – Regie: Bernd Weißig (Hans Otto Theater – Haus der Pioniere Potsdam)
- 1988: Heiner Müller: Der Auftrag – Regie: Gert Jurgons (Hans Otto Theater – Theater in der Zimmerstraße, Potsdam)
- 1990: William Shakespeare: Leben und Tod König Richard des Dritten (Lady Anne) – Regie: Gert Jurgons (Hans Otto Theater Potsdam)
- 1991: Jürgen Hofmann Noch ist Polen nicht verloren (Maria Tura) – Regie: Günter Rüger  (Hans Otto Theater Potsdam)

## Hörspiele
- 1973: Linda Teßmer: Am schwarzen Mann (Elke Ladehoff) – Regie: Joachim Staritz (Rundfunk der DDR)
- 1973: Hans Siebe: In Sachen Rogge (Heike) – Regie: Fritz-Ernst Fechner (Hörspielreihe: Tatbestand Nr. 2 – Rundfunk der DDR)
- 1976: Rudolf Braune: Das Mädchen an der Orga Privat (Erna) – Regie: Barbara Plensat (Rundfunk der DDR)
- 1976: Joachim Brehmer: Meine Frau Inge und meine Frau Schmidt (Brigitte) – Regie: Achim Scholz (Rundfunk der DDR)
- 1977: Peter Goslicki/Peter Troche: Glassplitter (Ingrid) – Regie: Joachim Staritz (Rundfunk der DDR)
- 1977: James Thurber: Walter Mittys Geheimleben (Verkäuferin) – Regie: Achim Scholz (Hörspiel – Rundfunk der DDR)
- 1978: Isaak Babel: Maria (Jelena) – Regie: Joachim Staritz (Rundfunk der DDR)
- 1978: Helmut Bez: Jutta oder die Kinder von Damutz – Regie: Fritz Göhler (Rundfunk der DDR)
- 1979: Wibke Martin: Die Bürgen (Kitty) – Regie: Joachim Staritz (Rundfunk der DDR)
- 1979: Joachim Goll: Der Hund von Rackerswill (Monika Ehrlich) – Regie: Werner Grunow (Hörspiel – Rundfunk der DDR)
- 1980: Georg Büchner: Dantons Tod (Adelaide und zweites Weib) – Regie: Joachim Staritz (Rundfunk der DDR)
- 1981: Hans Siebe: Drei Bagnaresi (Ärztin) – Regie: Horst Liepach (Rundfunk der DDR)
- 1982: Walentin Rasputin: Matjora (Stimme) – Regie: Fritz Göhler (Rundfunk der DDR)
- 1987: Georg Hirschfeld: Pauline (Ernestine) – Regie: Werner Grunow (Rundfunk der DDR)
- 1987: Theodor Fontane: Frau Jenny Treibel (Hildegard) – Regie: Werner Grunow (Hörspiel – Rundfunk der DDR)
- 1987: Erich Kästner: Fabian oder Der Gang vor die Hunde (Frau Reiter) – Regie: Joachim Staritz (Hörspiel – Rundfunk der DDR)
- 1990: Georg Seidel: Carmen Kittel (Carmen Kittel) – Regie: Fritz Göhler (Hörspiel – Funkhaus Berlin)
- 1991: Gerhard Rentzsch: Szenen aus deutschen Landen, eingeleitet und mit Zwischenberichten versehen über die Reise eines Mannes mit Pappkarton – Regie: Walter Niklaus (Hörspielreihe: Augenblickchen Nr. 4 – DS Kultur/BR)
- 1998: Michail Bulgakow: Der Meister und Margarita (Schaffnerin) – Regie: Petra Meyenburg (Hörspiel (30 Teile) – MDR)
- 2011: Nikolai von Michalewsky: PILGRIM 2000 (Judith) - Regie: Balthasar v. Weymarn (Hörspielserie - Universal Music/Folgenreich)

## Synchronarbeiten (Auswahl)
Kim Cattrall
- 1998–2004: Sex and the City (Fernsehserie) als Samantha Jones
- 2007: My Boy Jack als Caroline Kipling
- 2008: Sex and the City als Samantha Jones
- 2009: Shortcut to Happiness – Der Teufel steckt im Detail als Constance Hurry
- 2010: Der Ghostwriter als Amelia Bly
- 2010: Meet Monica Velour als Linda Romanoli
- 2010: Sex and the City 2 als Samantha Jones
- 2012: The Tiger's Tail als Jane O'Leary
- 2017: Sensitive Skin (Fernsehserie) als Davina Jackson
- 2022: Queer as Folk (Fernsehserie) als Brenda Beaumont
- 2024: How I Met Your Father (Fernsehserie)

### Filme
- 1983: Charlotte de Turckheim in Edith und Marcel als Ginou
- 2000: Jane Lynch in Best in Show als Christy Cummings
- 2005: Anne Benoît in Man muss mich nicht lieben als Helene
- 2005: Paula Newsome in Guess Who – Meine Tochter kriegst du nicht! als Darlene
- 2006: Deirdre Lovejoy in Step Up als Katherine Clark
- 2007: Dee Wallace–Stone in Halloween als Cynthia Strode
- 2008: Dominique Reymond in Wenn Spione singen als Informantin
- 2009: Cheryl Hines in Die nackte Wahrheit als Georgia
- 2009: Linda Emond in Georgia O’Keeffe als Beck Strand
- 2009: Celia Weston in After.Life als Beatrice Taylor
- 2011: Supriya Pathak in Jahreszeiten der Liebe – Mausam als Fatima Bua
- 2012: Anne Benoît in Unbekannter Anrufer als Estelle
- 2013: Supriya Pathak in Ram & Leela als Dhankor
- 2015: Linda Emond in Alle Farben des Lebens als Frances
- 2015: Samantha Ferris in Mord à la Carte – Ein angenehmer Ort zum Sterben als Captain Forsyth
- 2015: Samantha Ferris in Mord à la Carte – Ein guter Tropfen Gift als Captain Forsyth
- 2015: Iris Quinn in My Little Pony: Equestria Girls – Friendship Games als Abacus Cinch
- 2016: Ann Dowd in Captain Fantastic: Einmal Wildnis und zurück als Abigail
- 2019: Linda Emond in Gemini Man als Janet Lassiter

### Serien
- 1996–1999: Jorja Fox in Emergency Room – Die Notaufnahme als Dr. Margaret Doyle
- 2000–2015: Jorja Fox in CSI – Den Tätern auf der Spur als Sara Sidle
- 2002–2005: Lee Garlington in Everwood als Brenda Baxworth
- 2006–2007: Jean Smart in 24 als Martha Logan
- 2009–2016: Susan Sullivan in Castle als Martha Rodgers
- 2012: Beverly Leech in Modern Family als Dr. Cohen
- 2012–2017: Becky Ann Baker in Girls als Loreen Horvath
- 2013–2014: Maree Cheatham in Sam & Cat  als Großmutter Nona
- 2021: Jorja Fox in CSI: Vegas als Sara Sidle
- 2025: Navy CIS als Uta